# A Clockwork Orange

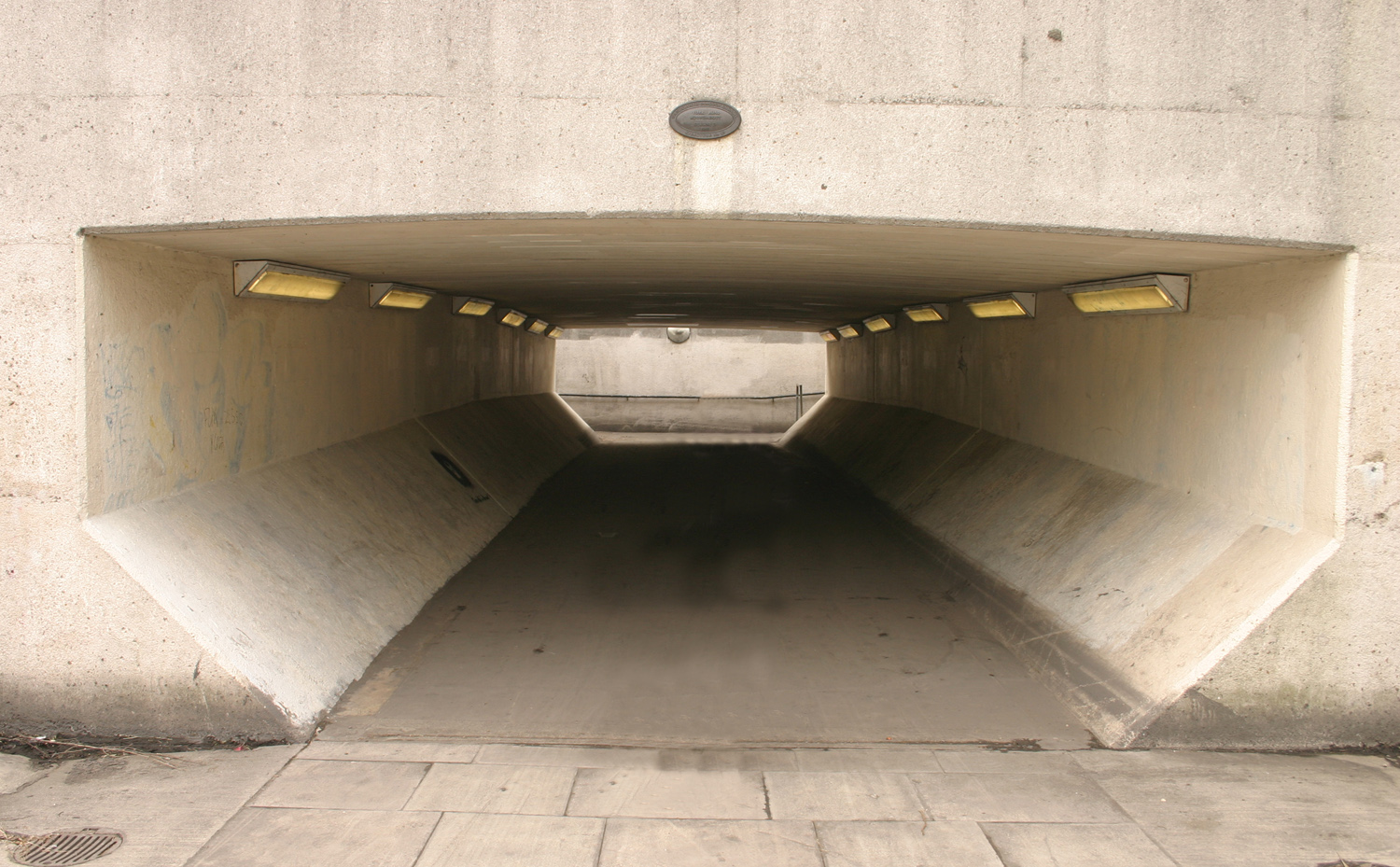
Tunneln där Alex och hans vänner går i rad i början av filmen, i Wandsworth i London.

A Clockwork Orange (Finland: Clockwork Orange - Urverkappelsin) är en film från 1971 i regi av Stanley Kubrick med Malcolm McDowell i huvudrollen. Filmen är baserad på romanen En apelsin med urverk av Anthony Burgess.

## Handling
En ung kille, Alex, lever för "våldtäkt, ultravåld och Ludwig van Beethoven". Efter att ett inbrott gått fel blir han gripen av polis och dömd till ett långt fängelsestraff. Han får ett erbjudande om att slippa fängelse om han går med på en ny form av rehabilitering av brottslingar, som han med nöje medverkar i. Behandlingen får honom att koppla ihop känslor av kraftigt illamående med tankar på våld eller sex (en bieffekt är att han även kopplar ihop det med "Nionde" av Beethoven), vilket gör honom till ett försvarslöst offer när han släpps ut och möter sina gamla vänner och fiender. Filmen väcker frågor om hur långt det är försvarbart att inskränka människors fria vilja för att få dem att passa in i samhället.

## Rollista[3]
| Malcolm McDowell   | – Alexander "Alex" DeLarge                       |
| Patrick Magee      | – Mr. Frank Alexander, författare                |
| Michael Bates      | – Barnes, vaktchefen                             |
| Warren Clarke      | – Dim, medlem i gänget                           |
| Godfrey Quigley    | – Fängelseprästen                                |
| Miriam Karlin      | – Kattdamen                                      |
| Anthony Sharp      | – Frederick, inrikesministern                    |
| Philip Stone       | – Mr. DeLarge ("P"), Alexs far                   |
| Sheila Raynor      | – Mrs. DeLarge ("M"), Alexs mor                  |
| James Marcus       | – Georgie, medlem i gänget                       |
| Michael Tarn       | – Pete, medlem i gänget                          |
| Adrienne Corri     | – Mrs. Alexander                                 |
| John Clive         | – skådespelaren i "Medical Facility"             |
| Aubrey Morris      | – P.R. Deltoid, socialarbetaren                  |
| Madge Ryan         | – Doktor Branum                                  |
| Virginia Wetherell | – skådespelerskan i "Medical Facility"           |
| Clive Francis      | – Hyresgästen                                    |
| Paul Farrell       | – Den gamle luffaren                             |
| Michael Gover      | – Fängelsedirektören                             |
| David Prowse       | – Julian, Frank Alexanders livvakt, terapeut     |
| Steven Berkoff     | – Konstapel                                      |
| Margaret Tyzack    | – Rubinstein, konspiratör                        |
| John Savident      | – Dolin, konspiratör                             |
| John J. Carney     | – Man från kriminalvårdsverket, Alexs övervakare |

## Om filmen

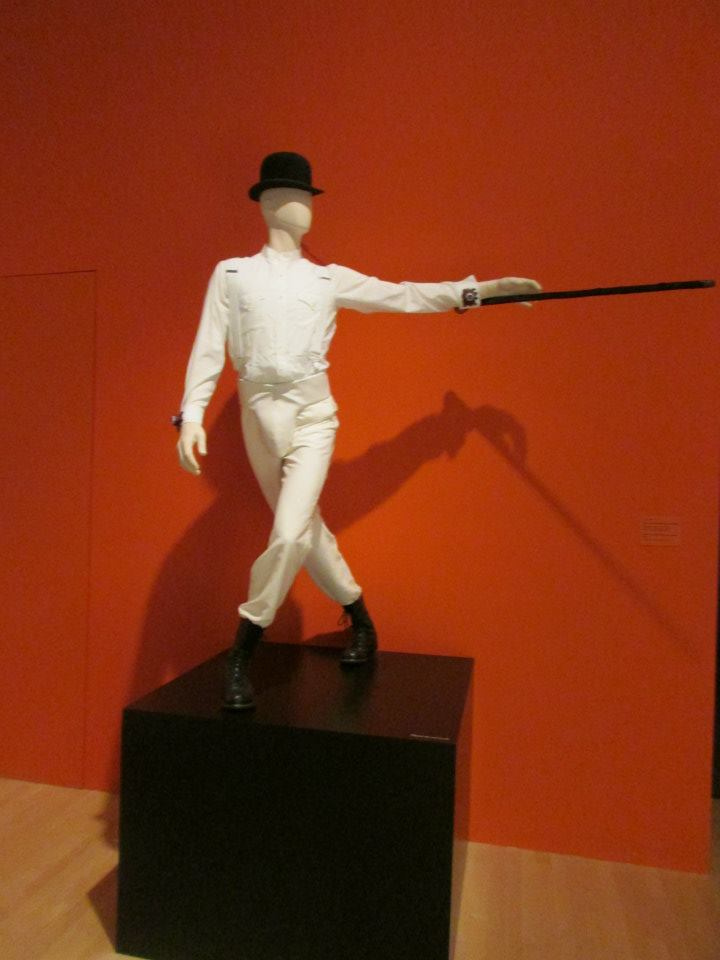
Kostym från filmen vid Los Angeles County Museum of Art (2013).

Filmen hade svensk premiär 26 april 1972 på biografen Look i Stockholm. Den blev nominerad till fyra Oscar för bland annat bästa film.
Regissören Stanley Kubrick skrev även filmmanus som han baserade på Anthony Burgess bok med samma titel (i Sverige "En apelsin med urverk"). Slutet skiljer sig diametralt, eftersom Kubrick enbart läst den amerikanska utgåvan av boken där sista kapitlet från Burgess original saknas.
Språket som Anthony Burgess själv kommit på (nadsat) är ett slags blandning av engelska och ryska där vissa ord mer uppenbart tagits från ryskan som till exempel "devotchka" d.v.s. flicka och andra mer influerats i uttalet som exempelvis "horrorshow" (som i boken betyder bra) som kommer från det ryska ordet för bra: "хорошо" chorosjo.  Längst bak i den svenska översättningen (översättare: Caj Lundgren) av romanen finns en ordlista över slanguttrycken, vad de betyder och det motsvarande ordet på ryska. 
Titeln kommer från ett gammalt cockney-uttryck: "queer as a clockwork orange" och betyder ungefär Konstigt som en apelsin med urverk.
Clockwork Orange gav upphov till en kraftig moralpanik i Storbritannien efter premiären. Efter en kort tid tröttnade Kubrick på kritikerna och proklamerade att filmen inte fick visas eller säljas i Storbritannien förrän efter hans död.  Filmen släpptes igen efter hans död den 17 mars 2000 i Storbritannien.
Den svenska kritikern Mauritz Edström skrev i samband med den svenska premiären 1972: "Tänker ni bara se en film på 1970-talet så måste det bli den här".